# London havn
London havn (engelsk: Port of London) ligger langs floden Themsens bredder i London i England.
Teknisk set består havnen af hele tidevandsdelen af Themsen fra Margate på sydkysten og Clacton-on-Sea på nordkysten til Teddington, totalt omkring 150 km. Havnen administreres af London havnevæsen.
Havnen var central for Londons økonomi fra saksiske tider. I 1700- og 1800-tallet var den verdens mest trafikerede havn, med kajanlæg langs 17 km af flodbredderne, over 1500 kraner og betjening af 60.000 skibe hvert år. I 2. verdenskrig var den et hovedmål for Luftwaffe under blitzen.
Senere som større skibe og containere blev taget i brug, blev London havn mindre og mindre vigtig gennem sidste halvdel af 1900-tallet. Havnen er imidlertid fortsat en af Storbritanniens tre største efter havnene i Tilbury og Felixstowe (rækkefølgen varierer stadig).
London havn håndterer årligt 50 millioner ton last og 12.500 skibe, med 73 operative lastekajer. Dette udgør omkring 10 procent af Storbritanniens skibsfart og bidrager med over 35.000 arbejde og 8,5 milliarder pund til landets økonomi.